# Zoom (canción de Dr. Dre)
«Zoom» es un sencillo de Dr. Dre y LL Cool J del soundtrack de la película Bulworth. Fue producida por Dr. Dre. Es la primera y única canción en la que cantan juntos Dr. Dre y LL Cool J. Usa un sample de la canción de Quincy Jones "Ironside".

## Lista de canciones
| # | Title          | Time |
| - | -------------- | ---- |
| 1 | "Radio Edit"   | 4:15 |
| 2 | "Clean Edit"   |      |
| 3 | "Instrumental" | 4:15 |

## Posición en las listas
| Lista (1998)                                      | Mejor posición |
| ------------------------------------------------- | -------------- |
| U.S. Billboard Hot R&B/Hip-Hop Airplay            | #52            |
| U.S. Billboard Bubbling Under R&B/Hip-Hop Singles | #1             |